# Strugi (Pełczyska)
Strugi – część wsi Pełczyska w Polsce, położona w województwie świętokrzyskim, w powiecie pińczowskim, w gminie Złota.
W latach 1975–1998 Strugi administracyjnie należały do województwa kieleckiego.